# Коронел-Баррус
Коронел-Баррус (порт. Coronel Barros)  —  муниципалитет в Бразилии, входит в штат Риу-Гранди-ду-Сул. Составная часть мезорегиона Северо-запад штата Риу-Гранди-ду-Сул. Входит в экономико-статистический  микрорегион Ижуи. Население составляет 2472 человека на 2006 год. Занимает площадь 162,949 км². Плотность населения — 15,2 чел./км².

## История
Город основан 20 марта 1992 года. 

## Статистика
- Валовой внутренний продукт на 2003 составляет 41.141.729,00 реалов (данные: Бразильский институт географии и статистики).
- Валовой внутренний продукт на душу населения на 2003 составляет 16.697,13 реалов (данные: Бразильский институт географии и статистики).
- Индекс развития человеческого потенциала на 2000 составляет 0,792 (данные: Программа развития ООН).

## География
Климат местности: субтропический гумидный.